# Dingiri Banda Wijetunga
Dingiri Banda Wijetunga (* 15. Februar 1916 in Polgahanga, Distrikt Kandy, Zentralprovinz; † 21. September 2008 in Kandy) war ein sri-lankischer Politiker (UNP). Er war von 1989 bis 1993 Premierminister und anschließend bis 1994 Staatspräsident Sri Lankas
Der frühere Polizist und Inspektor der Abteilung für genossenschaftliche Entwicklung trat 1946 der konservativen United National Party (UNP) bei. Er arbeitete als Büroleiter des Landwirtschafts- und späteren Innenministers Abeyratne Ratnayaka. 1965 wurde er erstmals ins House of Representatives gewählt. In der Regierung von J. R. Jayewardene wurde Wijetunga 1977 zum Minister für Information und Rundfunk ernannt. Es folgten Posten als Minister für Energie und Straßen, für Post und Telekommunikation sowie für Landwirtschaft. Von 1988 bis 1989 war er Gouverneur der Nordwestprovinz.
Nach dem Sieg der UNP bei der Parlamentswahl im Februar 1989 ernannte Staatspräsident Ranasinghe Premadasa Wijetunga am 3. März 1989 zum Premierminister. Als Premadasa am 1. Mai 1993 bei einem Selbstmordattentat der LTTE ums Leben kam, wurde Wijetunga amtierendes Staatsoberhaupt. Das Parlament wählte ihn für den Rest von Premadasas Amtszeit zum Präsidenten, am 7. Mai 1993 wurde er für dieses Amt vereidigt. Zum neuen Premierminister ernannte er seinen Parteikollegen Ranil Wickremesinghe. Von 1993 bis 1994 war er auch Parteivorsitzender der UNP. Seine Präsidentschaft endete am 12. November 1994. Zur Präsidentschaftswahl 1994 trat er nicht an, Chandrika Kumaratunga von der SLFP wurde zu seiner Nachfolgerin gewählt.